# Simone Zaza
Simone Zaza (Policoro, 1991. június 25. –) olasz válogatott labdarúgó.

## Pályafutása

### Klubcsapatokban
A Stella Azzurra Bernalda, a Valdera és az Atalanta korosztályos csapataiban nevelkedett. A 2008–09-es szezon során egyre gyakrabban kapott lehetőséget az első csapat edzésein, valamint a mérkőzés keretében. 2009. március 1-jén debütált a felnőttek között a ChievoVerona ellen 2–0-ra elvesztett bajnoki találkozón. 2010 júliusában négy évre szerződtette a Sampdoria. A következő szezonban kölcsönbe került a Juve Stabia csapatához, miután csak két alkalommal lépett pályára az előző szezonban a Sampdoriánál. 2012. január 5-én a Viareggio csapatához került kölcsön. A 2012–13-as szezonban az Ascoli csapatánál lépett kölcsönben pályára, és 36 tétmérkőzésen 18 gólt szerzett.
2013. július 9-én szerződtette a Juventus 3,5 millió euróért, majd 2,5 millió euróért játékjogának a felét eladta a Sassuolónak. Szeptember 1-jén megszerezte első bajnoki gólját a Livorno ellen. 2015 júliusában a Juventus élt az elővásárlási jogával, és 18 millió euróért öt évre szerződtette. Szeptember 20-án a Genoa ellen mutatkozott be a bajnokságban, majd a következő fordulóban a Frosinone Calcio ellen az első gólját is megszerezte. Szeptember 30-án az UEFA-bajnokok ligájában a spanyol Sevilla ellen 2–0-ra megnyert mérkőzésen gólt szerzett. Ez volt az első pályára lépése a sorozatban. A szezon végén megnyerték a bajnokságot és a kupát is.
2016. augusztus 28-án az angol West Ham jelentette be, hogy vételi opcióval kölcsönben megszerezte. Szeptember 10-én a Watford ellen 4–2-re elvesztett bajnoki mérkőzésen mutatkozott be. Decemberben térdsérülést szenvedett, és visszatért a Juventushoz. 2017. január 15-én a spanyol Valencia félévre kölcsönbe vette, de opciós jogot szereztek a végleges megvásárlására. Január 21-én mutatkozott be a bajnokságban a Villareal ellen. február 19-én megszerezte első gólját a klubban az Athletic Bilbao ellen 2–0-ra megnyert találkozón. A következő fordulóban a Real Madrid ellen már az 5. percben vezetést szerzett csapatának a 2–1-re megnyert bajnoki mérkőzésen. Április 10-én élt opciós jogával a klub, és végleg megvásárolták. Szeptember 19-én a Málaga ellen 5–0-ra megnyert mérkőzésen nyolc percen belül megszerezte pályafutása első mesterhármasát. Christian Vieri, Christian Rigano és Giuseppe Rossi után ő lett a negyedik olasz labdarúgó, aki a spanyol élvonalban triplázott.
2018. augusztus 17-én 2 millió euróért kölcsönadta a Valencia a Torinónak, de a szezon végén 12 millió euróért meg kell vásárolniuk végleg. Szeptember 2-án a SPAL ellen debütált. Szeptember 30-án szerezte meg az első bajnoki gólját a ChievoVerona csapata ellen. 2022. augusztus 31-én közös megegyezéssel felbontotta a szerződését.

### A válogatottban
Többszörös korosztályos válogatott. 2014 augusztusában először kapott meghívót a felnőtt válogatottba. Szeptember 4-én kezdőként mutatkozott be Hollandia ellen. Szeptember 9-én megszerezte első válogatott gólját Norvégia ellen. 2016. május 31-én bekerült Antonio Conte 23 fős keretébe, amely a 2016-os labdarúgó-Európa-bajnokságra utazott. A tornán három mérkőzésen lépett pályára.

## Sikerei, díjai
- Juventus:
  - Seria A: 2015–16
  - Olasz kupa: 2015–16
  - Olasz szuperkupa: 2015